# Marika Savšek
Marika Savšek, por. Marika Jevnišek, slovenski fotomodel, * 1986 ali 1987
Zmagala je na tekmovanju Miss Universe Slovenije 2010, na katerem je bila pred odkritjem napake 2. spremljevalka. Bila je 2. spremljevalka Lepe sosede 2008.
Prihaja iz Šmartnega pri Litiji. V tamkajšnjem tamburaškem orkestru Šmartno igra od leta 1993. Nastopala je v slovenski humoristični odaji TV Impresionisti leta 2009 na TV Pika.
S popotnikom Zvonetom Šerugo je odšla na potovanje po Afriki. Vrnila se je domov, ker se ni razumela z njim.
Študirala je na Fakulteti za varnostne vede v Ljubljani.

## Zasebno
Ima dva brata in sestro. Z možem ima tri otroke.